# Ordningsbot
Ordningsbot är ett förenklat sätt att fastställa ett straff genom ett föreläggande.
Föreläggande av ordningsbot får utfärdas av åklagare, polisman, tulltjänsteman eller kustbevakningstjänsteman.
Ett föreläggande ska innehålla
1. den misstänktes namn
2. brottet med angivande av tid och plats för dess begående samt övriga omständigheter som behövs för att känneteckna det
3. det straff och den särskilda rättsverkan, som föreläggs den misstänkte.[2]

En ordningbot kan endast utfärdas om brottet är erkänt och det endast är förskrivet penningböter som påföljd för brottet. 
När ordningsboten utfärdats och den som begått brottet undertecknat har ordningsboten vunnit laga kraft.
Föreläggande av ordningsbot får icke utfärdas, 
- om den misstänkte förnekar gärningen,
- om i föreläggandet ej upptagas alla brott av den misstänkte, vilka enligt polismannens vetskap föreligga till bedömning, eller
- om det föreligger anledning att anta att talan om enskilt anspråk kommer att föras.[4]

## Ordningsbotskatalog
Riksåklagaren har beslutat om ordningsbot för vissa brott med stöd av 48 kap 14 § rättegångsbalken.
För brott mot 
- 2 kap trafikförordningen (1998:1276) gäller bil 1
- fordonsförordningen (2009:211) gäller bil 2
- vägtrafikregisterlagen (2001:556) gäller bil 4-1
- vägtrafikregisterförordningen (2001:650) gäller bil 4-2
- körkortslagen (1998:488) bil 5
- körkortsförordningen (1998:980) bil 6
- lagen (2006: 263) om transport av farligt gods bil 10
- 16 kap brottsbalken bil 16 (offentlig urinering)
- ordningslagen (1993:1617) bil 16 (bland annat otillåten spritförtäring vid offentlig tillställning)

För en fullständig förteckning se Åklagarmyndighetens ordningsbotskatalog.

## Betalningsvilja
Enligt statistik som Rikspolisstyrelsen tog fram åt Ekot 2012 struntade många att betala böter utfärdade för brott mot kommunala ordningsregler (lokala föreskrifter). Mer än var tredje som bötfälldes för att ha druckit alkohol på offentlig plats betalade aldrig sin bot.

## Fotnoter
1. ↑  ”Arkiverade kopian”. Arkiverad från originalet den 7 mars 2017. https://web.archive.org/web/20170307124104/https://lagen.nu/1942:740#K48P20. Läst 13 maj 2009.
2. ↑  ”Arkiverade kopian”. Arkiverad från originalet den 7 mars 2017. https://web.archive.org/web/20170307124104/https://lagen.nu/1942:740#K48P17. Läst 13 maj 2009.
3. ↑  ”Arkiverade kopian”. Arkiverad från originalet den 7 mars 2017. https://web.archive.org/web/20170307124104/https://lagen.nu/1942:740#K48P9. Läst 13 maj 2009.
4. ↑  ”Arkiverade kopian”. Arkiverad från originalet den 7 mars 2017. https://web.archive.org/web/20170307124104/https://lagen.nu/1942:740#K48P15. Läst 13 maj 2009.
5. ↑  ”Arkiverade kopian”. Arkiverad från originalet den 7 mars 2017. https://web.archive.org/web/20170307124104/https://lagen.nu/1942:740#K48P14. Läst 13 maj 2009.
6. ↑  Alexander Gagliano. "Få betalar ordningsböter", Ekot, 12 juni 2012. Läst den 12 juni 2012.